# Außerordentliche Wahl zum Senat der Vereinigten Staaten in South Carolina 2014
Die außerordentliche Wahl des Senatssitzes der Klasse III im US-Bundesstaat South Carolina fand am 4. November 2014 statt.
Tim Scott gewann die Wahl und ist damit einer von zwei Senatoren im Senat der Vereinigten Staaten für South Carolina.

## Hintergrund
South Carolinas Senatssitz der Klasse III wurde bei der Wahl des US-Senats 2010 von Jim DeMint gewonnen und ihm bis zum Jahr 2017 übertragen. Da DeMint zum 1. Januar 2013 zurücktrat, war eine Neubesetzung notwendig.
Die republikanische Gouverneurin South Carolinas, Nikki Haley, ernannte am 17. Dezember 2012 bis zur außerordentlichen Wahl eines Nachfolgers den Republikaner Tim Scott zum Nachfolger im US-Senat.

## Ergebnis
Bei der Sonderwahl („special election“) am 4. November 2014 entfielen 61,2 % auf den republikanischen Amtsinhaber Tim Scott, 37,1 % auf die demokratische Herausforderin Joyce Dickerson.